# Старый Дворец
Старый Дворец (бел. Стары Дворац) — агрогородок в Берестовицком районе Гродненской области Белоруссии.
Входит в состав Берестовицкого сельсовета.
Расположен у восточной границы района на левобережьи реки Веретейка. Расстояние до районного центра Большая Берестовица по автодороге — 9 км и до железнодорожной станции Берестовица — 17 км (линия Мосты — Берестовица). Ближайшие населённые пункты — Вороны, Леоновичи, Матейковщина. Площадь занимаемой территории составляет 0,5781 км², протяжённость границ 3883 м.

## История
Впервые упоминается в XVI веке как имение, шляхетское владение в Волковысском повете Новогрудского воеводства Великого княжества Литовского. После заключения Люблинской унии, с 1569 года в составе Речи Посполитой. С XVI века последовательно принадлежало: епископу Луцкому Павлу Гольшанскому, Римбовичам (Рамбовичам), Ордаховским, в конце XVII века Сапегам, с 1712 года Выковским, во второй половине XVIII века новогрудскому воеводе Юзефу Яблоновскому и его жене Франциске, урождённой Воронецкой. За подавлением восстания Костюшко 1794 года последовал Третий раздел Речи Посполитой, в результате которого территория Великого княжества Литовского отошла к Российской империи и имение было включено в состав новообразованной Богородицкой волости Гродненского уезда Слонимского наместничества. Затем с 1796 года в Литовской, а с 1801 года в Гродненской, губерниях. С 1810 года во владении Бутовт-Андржейковичей, которые построили здесь одноэтажный деревянный дворец (не сохранился) и разбили парк с оранжереей. На 1847 год имение, насчитывавшее 1284 десятины 800 саженей земли, включало в себя: одноимённый фольварк с 649 десятинами помещичьей земли (из них 522 десятины земли пахотной); хутор Владысин, деревни Вороны, Каленики, Трумпы с 57 крестьянскими дворами, более чем 370 жителями, имевшими 631 десятину 800 саженей земли. На почтовом тракте из Олекшиц в Волковыск находился постоялый двор, в каждой деревне имелась корчма, на хуторе занимались производством кирпича для внутренних нужд и разведением овец тонкорунной породы. Имение отмечено как Старый Дворжец на карте Шуберта (середина XIX века). В 1890 году (вместе с хутором Владысин) насчитывало 798 десятин 750 саженей земли. В 1905 году числилось 107 жителей. На 1914 год — 180 человек. С августа 1915 по 1 января 1919 года входило в зону оккупации кайзеровской Германии. Затем, после похода Красной армии, в составе ССРБ. В феврале 1919 года в ходе советско-польской войны занято польскими войсками, а с 1920 по 1921 год войсками Красной Армии.
После подписания Рижского договора, в 1921 году Западная Белоруссия отошла к Польской Республике и Старый Дворец был включён в состав новообразованной сельской гмины Вельке-Эйсымонты Гродненского повета Белостокского воеводства. В 1924 году числился как фольварк, насчитывал 12 дымов (дворов) и 142 души (78 мужчин и 64 женщины). Из них: 55 католиков, 83 православных, 1 евангелист и 3 иудея; 90 поляков, 48 белорусов, 1 немец и 3 еврея.
В 1939 году, согласно секретному протоколу, заключённому между СССР и Германией, Западная Белоруссия оказалась в сфере интересов советского государства и её территорию заняли войска Красной армии. В 1940 году Старый Дворец вошёл в состав новообразованного Данилковского сельсовета Крынковского района Белостокской области БССР. С июня 1941 по июль 1944 года оккупирован немецкими войсками. С 20 сентября 1944 года деревня Берестовицкого района. С 1945 по 1951 год в здании усадьбы находился детский дом. В 1959 году деревня насчитывала 171 жителя. С 25 декабря 1962 года по 30 июля 1966 входила в состав Свислочского района. В 1968 году открыт памятник 11 землякам, погибшим в годы Второй мировой войны. На 1970 год насчитывала 175 жителей. С 12 ноября 1973 года в Пархимовском сельсовете. На 1998 год насчитывала 144 двора и 454 жителя. До 20 июня 2003 года центр колхоза «Победа» (бел. Перамога). 8 мая 2009 года Старому Дворцу присвоен статус агрогородка. 18 октября 2013 года переведён в состав Берестовицкого сельсовета. На 2015 год в Старом Дворце располагались: центральный офис агрофирмы, здание детского сада и базовой школы, дом культуры, библиотека, фельдшерско-акушерский пункт, центр бытового обслуживания, отделение связи и магазин.

## Население
| 1905 | 1914 | 1924 | 1959 | 1970 | 1998 | 1999 | 2009 | 2015 |
| ---- | ---- | ---- | ---- | ---- | ---- | ---- | ---- | ---- |
| 107  | 180  | 142  | 171  | 175  | 454  | 458  | 500  | 541  |

## Транспорт
Через агрогородок проходят автодороги республиканского значения:
- Р78 Олекшицы — Волковыск — Порозово;
- Р100 Мосты — Большая Берестовица.